# 화준구미 해전
화준구미 해전(花樽龜尾海戰)은 1592년 9월 1일 이순신이 이끄는 조선 수군이 일본 전투선과 벌인 소규모 해전이다. 이 싸움은 1592년 8월 29일부터 9월 2일까지 있었던 이순신의 4차 출정 중 부산포로 접근하던 과정에서 일어났다. 조선 수군은 이 전투에서 일본 전투선 5척을 침몰시켰다.

## 참고 문헌
1. ↑  이순신 생애 - 제4차 출전 보관됨 2009-03-30 - 웨이백 머신. 성웅 이순신. 2009년 5월 18일 확인.

## 같이 보기
- 임진왜란 해전 목록